# Фрегета чорночерева
Фрегета чорночерева (Fregetta tropica) — вид морських буревісникоподібних птахів родини качуркових (Hydrobatidae).

## Поширення
Вид досить поширений у морях південної півкулі. Розмножується на дрібних скелястих антарктичних та субантарктичних островах. Поза сезоном розмноження він мігрує на північ у субтропічний та тропічний пояси Атлантичного, Індійського та Тихого океанів, регулярно трапляючись на північ аж до екватора.

## Опис
Дрібний птах завдовжки до 20 см. Розмах крил 36-45 см. Вага тіла 43-63 г. Голова, шия та верхня частина тіла, горло, груди та хвіст темно-коричневі. Черево з боків біле, а посередині чорне. Білий малюнок на животі мінливий у різних особин. Дзьоб і ноги чорні. В польоті ноги стирчать далеко за хвіст.

## Спосіб життя
Живе та харчується у морі. На суші трапляється лише вночі. Живиться ракоподібними та дрібними кальмарами. Гніздиться колоніями на дрібних скелястих островах. Гніздування з грудня по лютий. Гніздо облаштовує у тріщинах скель або норах. У гнізді одне біле з коричневими цятками яйце. Інкубація триває 35-44 дні. Молодь годують обоє батьки, які проводять день у морі, а вночі повертаються до гнізда. Пташенята стають на крило через 65-71 дні після вилуплення.